# Карлыколь
Карлыколь (каз. Қарлыкөл, до 2007 г. — Пахарь) — аул в Зерендинском районе Акмолинской области Казахстана. Входит в состав Булакского сельского округа. Код КАТО — 115637700.

## География
Аул расположен на западе района, в 43 км на северо-запад от центра района села Зеренда, в 10 км на юго-запад от центра сельского округа села Еленовка.

### Улицы[3]
- ул. Байтерек,
- ул. Бейбитшилик,
- ул. Геолога,
- ул. Мектеп.

### Ближайшие населённые пункты
- село Еленовка в 9 км на северо-востоке,
- село Жылымды в 9 км на севере,
- село Шалкар в 16 км на западе.

## Население
В 1989 году население аула составляло 550 человека (из них казахов 47%, русских 27%).
В 1999 году население аула составляло 393 человека (182 мужчины и 211 женщин). По данным переписи 2009 года, в ауле проживали 292 человека (134 мужчины и 158 женщин).
| Численность населения | Численность населения | Численность населения |
| 1989                  | 1999                  | 2009                  |
| --------------------- | --------------------- | --------------------- |
| 550                   | ↘393                  | ↘292                  |